# Elezioni legislative nei Paesi Bassi del 1971
Le elezioni legislative nei Paesi Bassi del 1971 si tennero il 28 aprile per il rinnovo della Tweede Kamer. Nonostante la lista più votata fosse quella del Partito del Lavoro (socialdemocratico), alla fine divenne ministro presidente Barend Biesheuvel, a capo di una coalizione eterogenea costituita dal Partito Anti-Rivoluzionario e Unione Cristiana-Storica (entrambi legati al protestantesimo), dal Partito Popolare Cattolico, dal Partito Popolare per la Libertà e la Democrazia (conservatore liberale) e dai Socialisti Democratici '70 (socialista liberale). Tale governo si rivelò instabile, e gli elettori furono richiamati alle urne dopo circa un anno e mezzo.

## Risultati
| Liste                                           | Voti      | %     | Seggi |
| ----------------------------------------------- | --------- | ----- | ----- |
| Partito del Lavoro                              | 1 554 280 | 24,60 | 39    |
| Partito Popolare Cattolico                      | 1 379 672 | 21,84 | 35    |
| Partito Popolare per la Libertà e la Democrazia | 653 370   | 10,34 | 16    |
| Partito Anti-Rivoluzionario                     | 542 742   | 8,59  | 13    |
| Democratici 66                                  | 428 067   | 6,78  | 11    |
| Unione Cristiana-Storica                        | 399 106   | 6,32  | 10    |
| Socialisti Democratici '70                      | 336 719   | 5,33  | 8     |
| Partito Comunista dei Paesi Bassi               | 246 569   | 3,90  | 6     |
| Partito Politico Riformato                      | 148 192   | 2,35  | 3     |
| Partito Politico dei Radicali                   | 116 049   | 1,84  | 2     |
| Alleanza Politica Riformata                     | 101 790   | 1,61  | 2     |
| Partito della Classe Media dei Paesi Bassi      | 95 706    | 1,51  | 2     |
| Partito Pacifista-Socialista                    | 90 738    | 1,44  | 2     |
| Partito dei Contadini                           | 69 656    | 1,10  | 1     |
| Partito Generale dell'Anzianità                 | 26 878    | 0,43  | –     |
| Appello dei Paesi Bassi                         | 24 376    | 0,39  | –     |
| Nuovo Partito Romano                            | 23 047    | 0,36  | –     |
| Kabouters                                       | 21 982    | 0,35  | –     |
| Partito dell'Anzianità e del Lavoro             | 21 488    | 0,34  | –     |
| Riunione della Destra                           | 15 137    | 0,24  | –     |
| Democratici 2000                                | 7 189     | 0,11  | –     |
| Altri <0,10%                                    | 15 399    | 0,24  | –     |
| Totale                                          | 6 318 152 | 100   | 150   |